# Odpust parafialny

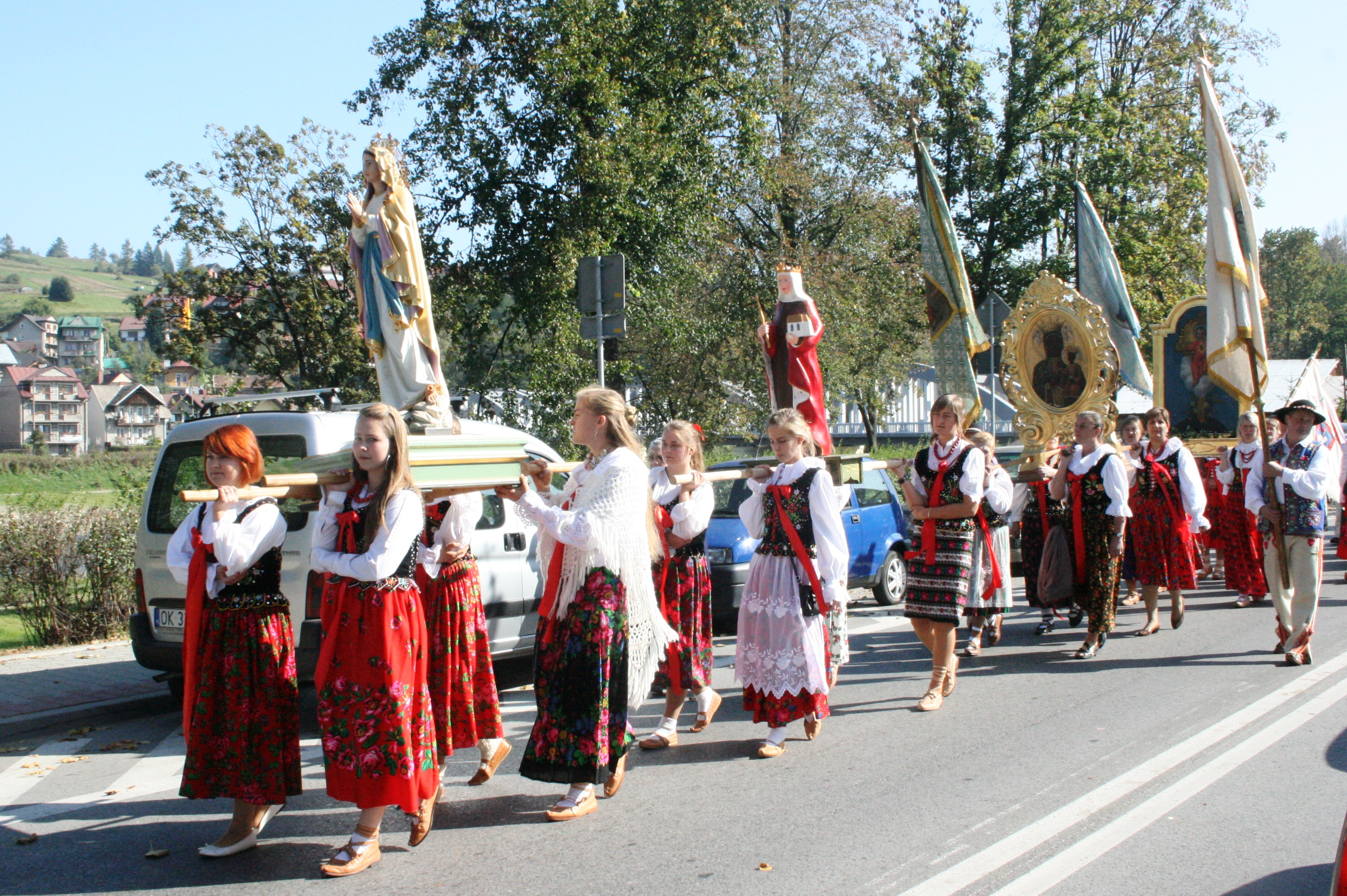
Fragment procesji w czasie odpustu parafialnego 2 października 2011 r. w Krościenku nad Dunajcem.

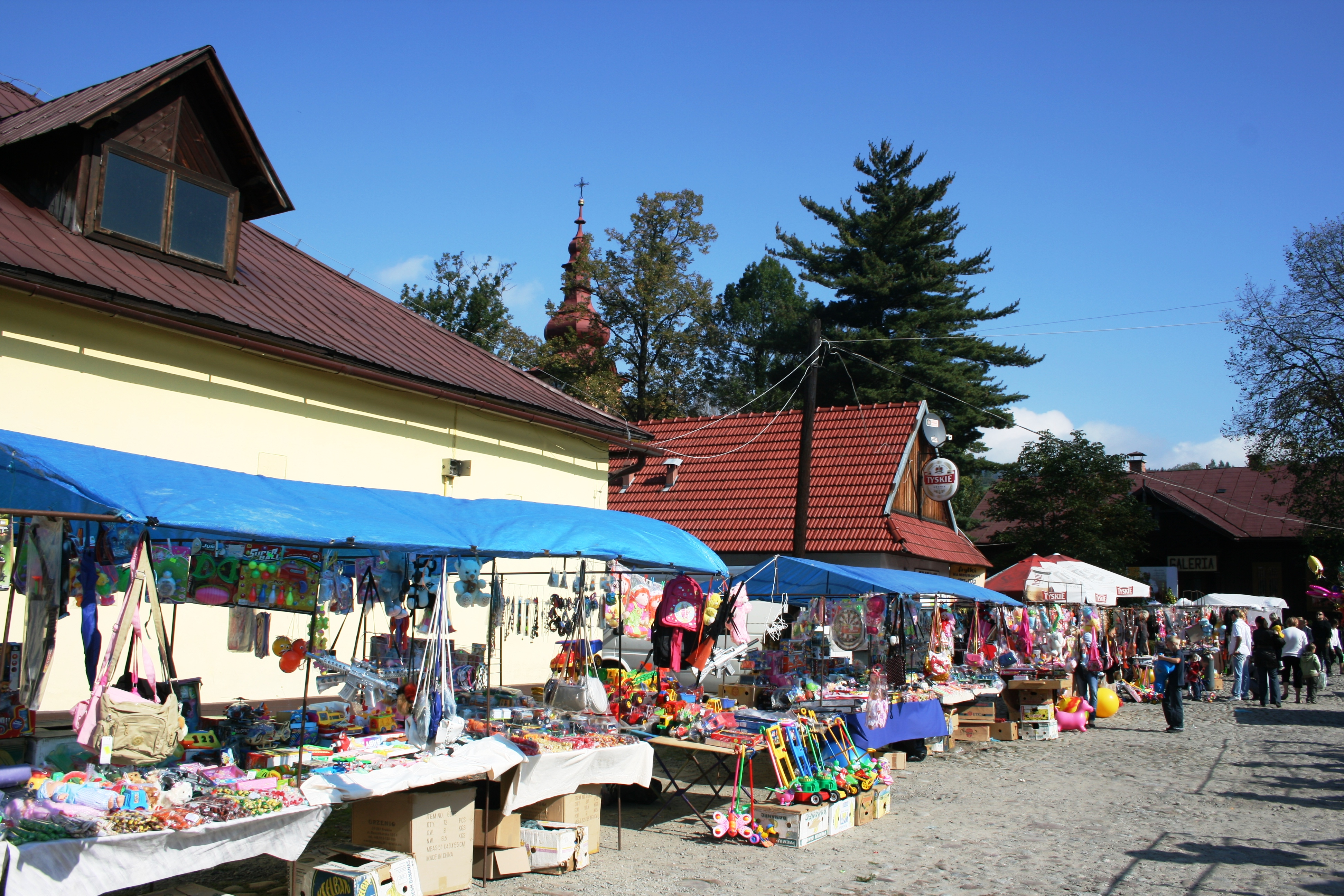
Jarmark na rynku w Krościenku nad Dunajcem w dniu odpustu parafialnego 2 października 2011 r.

Odpust parafialny – w Kościele katolickim to uroczystość patrona danego kościoła parafialnego.

## Historia
W pierwszych wiekach ze względu na brak wolności religijnej chrześcijanie nie budowali świątyń, lecz spotykali się w domach. Od IV w. zaczęły pojawiać się kościoły, często w miejscach męczeńskiej śmierci chrześcijan lub nad ich grobami, a więc gdzie istniał kult świętych. Jeśli to nie było możliwe, troszczono się, by w kościele znajdowały się przynajmniej relikwie. W ten sposób kościoły zyskiwały swoich patronów. Dzień, w którym w liturgii wspominano owego patrona, stawał się świętem kościoła i parafii z nim związanej. Wraz z rozwojem nauki o odpustach dołączono możliwość ich zyskiwania w dzień święta patronalnego danego kościoła, a sama uroczystość zyskała miano odpustu parafialnego.

## Współczesność
Odpusty parafialne niejednokrotnie kojarzą się z zewnętrzną otoczką, na którą składają się wydarzenia religijne (suma odpustowa, strojenie kościoła, procesja), a także towarzyszące im festyny, kramy z zabawkami i słodyczami itp. (stąd np. zwroty typu „kupić coś na odpuście”, „odpustowy” w znaczeniu „tandetny, o małej wartości”). Kościół jednak podkreśla, że te zwyczaje mają wartość drugorzędną. W  kazaniach tego dnia przypomina się wiernym o samym patronie oraz o możliwości zyskania odpustu. 
Ażeby ułatwić świętowanie, wolno obchód liturgiczny ku czci patrona przenieść na najbliższy dzień wolny, np. na niedzielę po właściwym wspomnieniu. Wyjątkami są jednak niedziele Adwentu, Wielkiego Postu i Wielkanocy oraz niedziele, w które wypada uroczystość mająca pierwszeństwo nad świętami. 